# Saint-Eugène (Ontario)
Pour les articles homonymes, voir Saint-Eugène.
Saint-Eugène est une localité franco-ontarienne rurale située dans le canton de Hawkesbury Est dans les comtés unis de Prescott et Russell en Ontario (Canada). Elle se trouve à la frontière interprovinciale avec le Québec, à proximité de l’autoroute 417 reliant Ottawa et Montréal.

## Géographie
Le village de Saint-Eugène se trouve dans la plaine des basses terres du Saint-Laurent. Il est arrosé par la rivière Rigaud, tributaire de la rivière des Outaouais.
Le territoire de Saint-Eugène est traversé d’est en ouest par la rue Labrosse (route de comté 10), qui constitue la rue principale du village. Cette route se rend à l’est vers le Haut-de-la-Chute et le village de Rigaud au Québec. De cette route, il est possible de se rendre également à l’est, par la montée la Grande et le chemin du Petit-Brûlé au hameau de Petit-Brûlé, également à Rigaud. Vers l’ouest, la route de comté débouche sur l’échangeur 17 de l’autoroute 417, ainsi qu’à Vankleek Hill. La montée La Grande, nord sud, permet elle aussi d’atteindre l’autoroute 417 au nord à l’échangeur 1 près de la frontière interprovinciale. La route de comté 14 donne également sur l’autoroute 417 au nord à l’échangeur 5, et permet d’atteindre le parc provincial Voyageur et Chute-à-Blondeau au nord. Elle traverse le village dans l’axe nord-sud pour atteindre le hameau de Glen Andrew et le village de Sainte-Anne-de-Prescott. Le chemin de fer du Canadien Pacifique, parallèle à la rue Labrosse, au nord du village de Saint-Eugène, n’est plus exploité.

## Histoire
La paroisse de Saint-Eugène est fondée en 1855.

## Politique et administration
Saint-Eugène fait partie de la municipalité de canton de Hawkesbury Est depuis longtemps. Les services administratifs de la municipalité se trouvent à Saint-Eugène.

## Économie
L’économie de Saint-Eugène est essentiellement agricole. Elle compte plusieurs fermes laitières de vaches et de chèvres. À l’activité agricole s’ajoute le petit commerce local ou spécialisé, comme la Skelly Gallery et le centre de service de la caisse populaire de la Vallée.

## Société
Les services de base dans la communauté comprennent l’école primaire catholique française Curé-Labrosse. Les lieux de culte comprennent l’église catholique Saint-Eugène. Le code postal est K0B 1P0. Le Centre d'accès communautaire de St-Eugène, permet à la population locale de se familiariser avec les technologies de l'information et des communications et d’avoir des accès Internet.
Au point de départ du Sentier récréatif de Prescott et Russell à Saint-Eugène, les randonneurs disposent d’un pavillon et d’un stationnement. Ce sentier, long de 72 km et occupant le corridor de l’ancien chemin de fer, accueille toute l’année cyclistes, randonneurs, coureurs et motoneigistes.

## Culture
La Skelly Gallery expose plusieurs artistes comme les peintres Bernard Pugin Gauthier, John Greenwald, Brenda Kennedy, Freda Pemberton Smith et Odile Têtu, les photographes Mark Greenwald et Robert Slatkoff, ainsi que les sculpteurs Elisabeth Skelly et Susan Valyi.